# Mellofoon
Een mellofoon, ook wel stellahoorn of corhoorn genoemd, is een koperen blaasinstrument dat is afgeleid van de hoorn. Het werd rond 1920 ontwikkeld en was oorspronkelijk een rechtshandige hoorn.
De mellofoon heeft de ronde vorm van de hoorn, maar is qua afmetingen meer te vergelijken met de Es-althoorn. De totale lengte van de buis is ongeveer twee meter. Belangrijke kenmerken van de (F- of Es-)hoorn zijn de aanwezigheid van kleppen om het instrument te bedienen en het dragen en dempen van het instrument door het stoppen van de bij de Es-hoorn linkerhand of de bij de F-hoorn rechterhand in de klankbeker. Hoewel de mellofoon afgeleid is van de hoorn, kan dit instrument met draaiventielen, of met pistons (pompventielen) (zoals de trompet) uitgerust zijn. Bovendien wordt de linkerhand niet meer in de klankbeker geplaatst. De pistons worden met de rechterhand bediend en hebben een vingerzetting die gelijk is aan die van andere instrumenten met drie ventielen, zoals de trompet en de saxhoorns. Vandaar dat de mellofoon tegenwoordig meer weg heeft van de trompet. Het instrument heeft wel nog een eigen typisch mondstuk, dat iets kleiner is dan dat van de Franse hoorn. Ook wordt de mellofoon vaak vergeleken met andere leden van de familie van koperinstrumenten, namelijk met de tuba, het eufonium en met de bugel. De mellofoon is een transponerend instrument. De stemming is meestal in F, maar soms ook in Es, D of C.
De mellofoon is uitgevonden om beter te kunnen marcheren in showorkesten. Bovendien is de klankbeker horizontaal gericht zodat de klank onmiddellijk in de richting gaat van de toeschouwers. In deze showorkesten vormen ze een alternatief voor de hoorns of de alttrompetten. Verder wordt het ook gekenmerkt als een typisch brassband- en fanfare-instrument. In deze orkesten spelen ze vaak de tegenmelodie die zorgt voor een rijke aanvulling op de hoofdmelodie.